# L'Espina (Collsuspina)
L'Espina és una masia del municipi de Collsuspina (Moianès) inclosa en l'Inventari del Patrimoni Arquitectònic de Catalunya.

## Descripció
Amagada a darrere un tossal a 950m d'altitud la masia consta d'un cos central amb teulada a dues vessants i orientació a ponent. A la façana principal destaca un portal adovellat així com un finestral gòtic del segle xvi d'una part més antiga de l'actual edificació. Dos balcons i altres obertures completen aquesta façana. A la façana de migdia hi ha un gran arc rodó a nivell de terra i al segon pis una galeria amb cinc arcs de pedra rebaixats. A la façana de la dreta hi ha una cabana i un cos afegit datat en una llinda en l'any 1909. Davant a la casa hi ha una era i a sota un edifici amb quatre voltes de canó i grans arcades.

## Història
L'Espina és la casa més antiga del terme que ha perdurat fins aleshores i el seu topònim va adornar nom a l'actual poble que es va desenvolupa en un coll a prop de la seva explotació. La primera menció que es conserva es remunta al segle x, l'any 924. L'any 1051 torna a sortir citada en una donació de terres. En temps medievals el senyalen diferents documents com a part dins la jurisdicció del Castell de Tona. La masia va evolucionat i rd va engrandir. Es conserven testimoni de les obres dels segles xvi a xix. La família Espina ha perdurat fins ara si bé no viuen permanentment a la masia.